# 西村晃 (経済評論家)
西村 晃（にしむら あきら、1956年8月11日 - ）は、日本の経済評論家。

## 経歴・人物
- 1956年8月11日 東京都出身。
- 早稲田大学第一文学部卒業後、1981年に日本放送協会（NHK）にアナウンサーとして入局。福島→宮崎→東京アナウンス室で勤務。
- 1993年 日本放送協会を退職し、テレビ東京へ移籍し、報道部経済部記者・解説委員。
- 1996年 テレビ東京を辞し、フリーランスの経済評論家として独立。
- コンサルティング・エースという自らの会社を興し、経済問題のセミナーや講演を中心に活動。
- 2009年4月 千葉商科大学サービス創造学部教授に就任、同年9月退職。
- 2012年 GS世代研究会座長

## エピソード
- 西村は80年代から90年代にかけて「NHKの水戸黄門」と呼ばれた。[1]

## 過去の担当番組

### NHKアナウンサー時代
- NHKスペシャル（制作）
- NHKモーニングワイド
- NHK経済マガジン
- 路上ウォッチング

### テレビ東京解説委員時代
- ワールドビジネスサテライト（1993年度～1995年度、編集責任者・サブキャスター）

## 主な著書
- 『「ポストイット」知的生産術』
- 『ルート16の法則』
- 『シブヤ系経済学』
- 『マスコミに入ろうと思ったらまず読む本』

## 同期のアナウンサー
- 秋山浩志、井筒屋勝己、沖谷昇、品田公明、島田政男、清水紀雄、杉浦圭子、谷口聡、中村幸子（旧姓：岩本）、畠山智之、堀尾正明、宮本聖二、山田重光。[2]